# Новицкий, Дмитрий Вячеславович
Новицкий Дмитрий Вячеславович  (род. 31 января 1971, Нарьян-Мар, СССР) — российский художник, работающий в жанре тематической картины. Является профессиональным участником конкурсов снежной и ледовой скульптуры.
Член Союза художников России. Является председателем мурманского отделения Союза художников России.

## Биография
Родился в 1971 году в городе Нарьян-Маре.
С 1992 регулярно участвует в различных выставках. Является участником зарубежных выставок в Финляндии, Норвегии и Швеции.
Живёт и работает в Мурманске.

## Образование
Закончил Череповецкий государственный университет в 1997 году.

## Персональные выставки
- 1992 — персональная выставка (Мурманск, Россия), персональная выставка (Рованиеми, Финляндия)
- 1993 — персональная выставка (Сандвик, Норвегия)
- 1996 — персональная выставка (Ульстенвик, Норвегия)
- 1999 — персональная выставка (Торнио, Финляндия)
- 1999 — персональная выставка (Кировск, Россия)
- 2002 — персональная выставка (Кировск, Россия)
- 2004 — персональная выставка (Мурманск, Россия)
- 2005 — персональная выставка (Вадсе, Норвегия)
- 2007 — персональная выставка (Нарьян-Мар, Россия)
- 2008 — персональная выставка (Мурманск, Россия)

## Групповые выставки
- 2002 — всероссийская выставка «Молодость России» (Москва, Россия)
- 2001 — международная выставка молодых художников Баренц региона «New potatoes» (Рованиеми, Финляндия)
- 2001 — международный артпроект молодых художников Баренц региона (Норвегия)
- 2001 — «Точка росы» (Мурманск, Россия)
- 2004 — «Точка росы» (Мурманск, Россия)
- 2006 — «Точка росы» (Мурманск, Россия)
- 2003 — областная выставка «Бескрайнее море» (Мурманск, Россия)
- 2003 — «Воспоминания об округе и не только» (Нарьян-Мар, Россия)
- 2004 — «Графика» (Мурманск, Россия)
- 2004 — региональная выставка художников «Север» (Вологда, Россия)
- 2004 — симпозиум молодых художников Баренц-региона по программе «Инсталляция, ландшафтное искусство» (Россия, Финляндия, Швеция, Норвегия)
- 2005 — выставка молодых художников КММС (Петрозаводск, Россия)
- 2005 — выставка молодых художников КММС (Кандалакша, Россия)
- 2005 — выставка молодых художников КММС (Апатиты, Россия)
- 2005 — выставка молодых художников КММС (Мурманск, Россия)
- 2006 — выставка молодых художников КММС (Североморск, Россия)
- 2005 — юбилейная выставка мурманского союза художников (Вологда, Россия)
- 2006 — выставка, посвященная юбилею города Мурманска (Мурманск, Россия)
- 2006 — выставка молодых художников КММС (Мончегорск, Россия)
- 2006 — международный фестиваль концептуального искусства (Киркенес, Норвегия)
- 2007 — российско- немецкий фестиваль «Диалог культур» (Мурманск, Россия)
- 2008 — десятая межрегиональная художественная выставка «Российский север» (Великий Новгород, Россия)
- 2008 — конференция «Северные цивилизации: от изобретения прошлого к конструированию будущего». Участие в арт-программе. Перформанс: « Айсдолбиус. Угроза притаившаяся в морских глубинах» (Норильск, Россия)
- 2009 — арт-фестиваль современного искусства «Barents spektakel» (Киркенес, Норвегия)
- 2009 — выставка по пленеру на форте Милютина (Кронштадт, Россия)
- 2009 — «Под ярким северным сиянием» (Мурманск, Россия)
- 2009 — выставка-конкурс преподавателей художественных школ мурманской обл. (Мурманск, Россия)
- 2009 — «ЗАПОЛЯРЬЕ» (Мурманск, Россия)
- 2009 — 3-й ежегодный фестиваль иллюстраций FREE WI-FI (Москва, Россия)
- 2010 — традиционное искусство саамов и новые технологии (Мурманск, Россия)
- 2010 — выставка конструкций объемных фигур «Шесть шагов» (Североморск, Россия)
- 2010 — «ЗАПОЛЯРЬЕ» (Мурманск, Россия)
- 2011 — «мурмАРТика» (Петрозаводск, Россия)
- 2003 — третий международный фестиваль снежной и ледовой скульптуры «Северная фантазия» (Мурманск, Россия)
- 2004 — четвертый международный фестиваль снежной и ледовой скульптуры «Северная фантазия» (Мурманск, Россия)
- 2005 — шестой конкурс снежной и ледовой скульптуры в рамках Международного зимнего фестиваля «Гиперборея» (Петрозаводск, Россия)
- 2005 — конкурс снежной скульптуры (Кировск, Россия)
- 2005 — пятый международный фестиваль снежной и ледовой скульптуры «Северная фантазия» (Мурманск, Россия)
- 2006 — седьмой конкурс снежной и ледовой скульптуры в рамках Международного зимнего фестиваля «Гиперборея» (Петрозаводск, Россия)
- 2005 — международный конкурс ледовой скульптуры в рамках празднования фестиваля «Голубая гора» (Рандауга, Норвегия)
- 2006, 2007, 2009 — региональный конкурс снежной скульптуры «Музыка снега» (Кировск, Россия)
- 2006 — строительство снежного отеля (Киркенес, Норвегия)
- 2008 — строительство снежного отеля (Финляндия)

Участвовал в первом региональном конкурсе социальной рекламы «Включайся» (Мурманск, Россия)

## Звания и награды
- Член Союза художников России;

## Работы художника находятся в собраниях
- Мурманского областного художественного музея;
- Администрации города Вадсё (Норвегия);
- В частных собраниях в России и за рубежом.

## Другая деятельность
- В настоящее время[когда?]

 преподает в детской художественной школе (ДХШ) города Мурманска.
- Работает в должности председателя Мурманского отделения Союза художников.